# Escudo de Cerro Largo

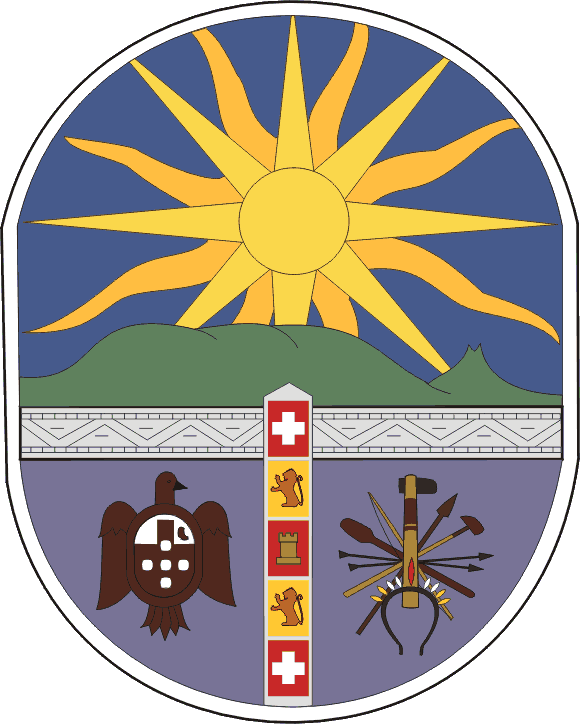
Escudo de Cerro Largo.

El Escudo de Cerro Largo fue aprobado en 1936, y su creador fue el melense José Monegal. Dicho escudo está dividido en tres cuarteles: uno que corresponde a la mitad superior, y los otros dos a cada una de las mitades de la parte inferior. La línea de división horizontal presenta una faja con decoración nativa, mientras que la vertical corresponde a una representación de un marco fronterizo el cual contiene una cruz, un león, un castillo, otro león y otra cruz.
El cuartel superior azul presenta un sol con 16 rayos (8 puntiagudos como lanzas y 8 ondulantes como llamas), el cual está sobre el Cerro Largo, que es signo de fortaleza. El cuartel inferior izquierdo representa al Virrey del Río de la Plata, Pedro de Melo de Portugal y Villena, quien ordenó la creación de la ciudad capital de Melo. El restante cuartel contiene armas utilizadas por los charrúas.